# Jeżyna wcinanolistna
Jeżyna wcinanolistna (Rubus laciniatus Willd.) – gatunek z rodziny różowatych (Rosaceae). Jest blisko spokrewniony, a w niektórych ujęciach uważany za tożsamy z jeżyną smukłokolcową R. nemoralis, co potwierdzać ma m.in. występowanie form pośrednich. Takson po raz pierwszy opisany został w Phytografii Leonarda Plukeneta w 1691 roku. Rozprzestrzeniany był w Europie jako roślina uprawna, a jego popularność wzrosła po uzyskaniu odmian bezkolcowych (rozmnażanych wegetatywnie – rośliny potomne uzyskane z nasion mają kolce). Gatunek zawleczony został także do Ameryki Północnej, gdzie rośnie też jako dziczejący.
W Polsce jeżyna ta znana jest od 1859, ale częściej rejestrowana jest dopiero od drugiej połowy XX wieku. Występuje coraz bardziej się rozpowszechniając w zachodniej części kraju – we wschodniej przemarza.
Jest to jeden z bardziej charakterystycznych i wyróżniających się gatunków jeżyn – wyraźnie odmienny z powodu silnie wcinanych liści. Owoce są słodkie i jadalne. Owoce, korzenie i pędy wykorzystywane są także w ziołolecznictwie.

## Morfologia
PokrójKolczasty krzew o pędach osiągających 2 m, czasem 3 m wysokości. Pędy są łukowato wygięte, czerwonobrązowe, kanciaste, o powierzchniach płaskich lub wgłębionych, słabo owłosionych i łysiejących. Kolce jednakowe, długości ok. 5–7 mm, silnie zakrzywione i o tęgiej nasadzie. Występują w liczbie od 5 do 12 na odcinku długości 5 cm.
LiścieDłoniasto złożone z 5 listków bardzo głęboko wcinanych. Listki są z obu stron zielone, z wierzchu nagie lub rzadko owłosione, od spodu miękko owłosione. Listek szczytowy na długim ogonku, zwykle złożony z trzech lub pięciu głęboko wcinanych odcinków. Dolna para listków także wyrasta na ogonkach. Ogonek liścia i ogonki listków silnie kolczaste. Przylistki są równowąskie do nitkowatych.
KwiatyZebrane po 5–25 na szczytach pędów w wiechowaty kwiatostan o osi zygzakowato powyginanej i ulistnionej, w różnym stopniu owłosionej, ale zawsze silnie kolczastej. Szypułki kwiatowe odstająco owłosione i z kolcami słabo zagiętymi, osiągającymi do 3 mm długości. Działki kielicha silnie owłosione i pokryte igiełkowatymi kolcami. Płatki korony jasnoróżowe lub białe, jajowate do eliptycznych, o długości od 8 do 15 mm, czasem z jednym lub dwoma wcięciami. Pręciki dłuższe od słupków, o nagich pylnikach.
OwoceW jednym kwiecie powstaje 25 do 60 ściśle do siebie przylegających, soczystych i po dojrzeniu czarnych pestkowców, tworzących stożkowaty lub nieco walcowaty owoc zbiorowy o długości od 1 do 1,5 cm. Zrywane z pędów oddzielają się wraz ze stożkowato wydłużonym dnem kwiatowym.

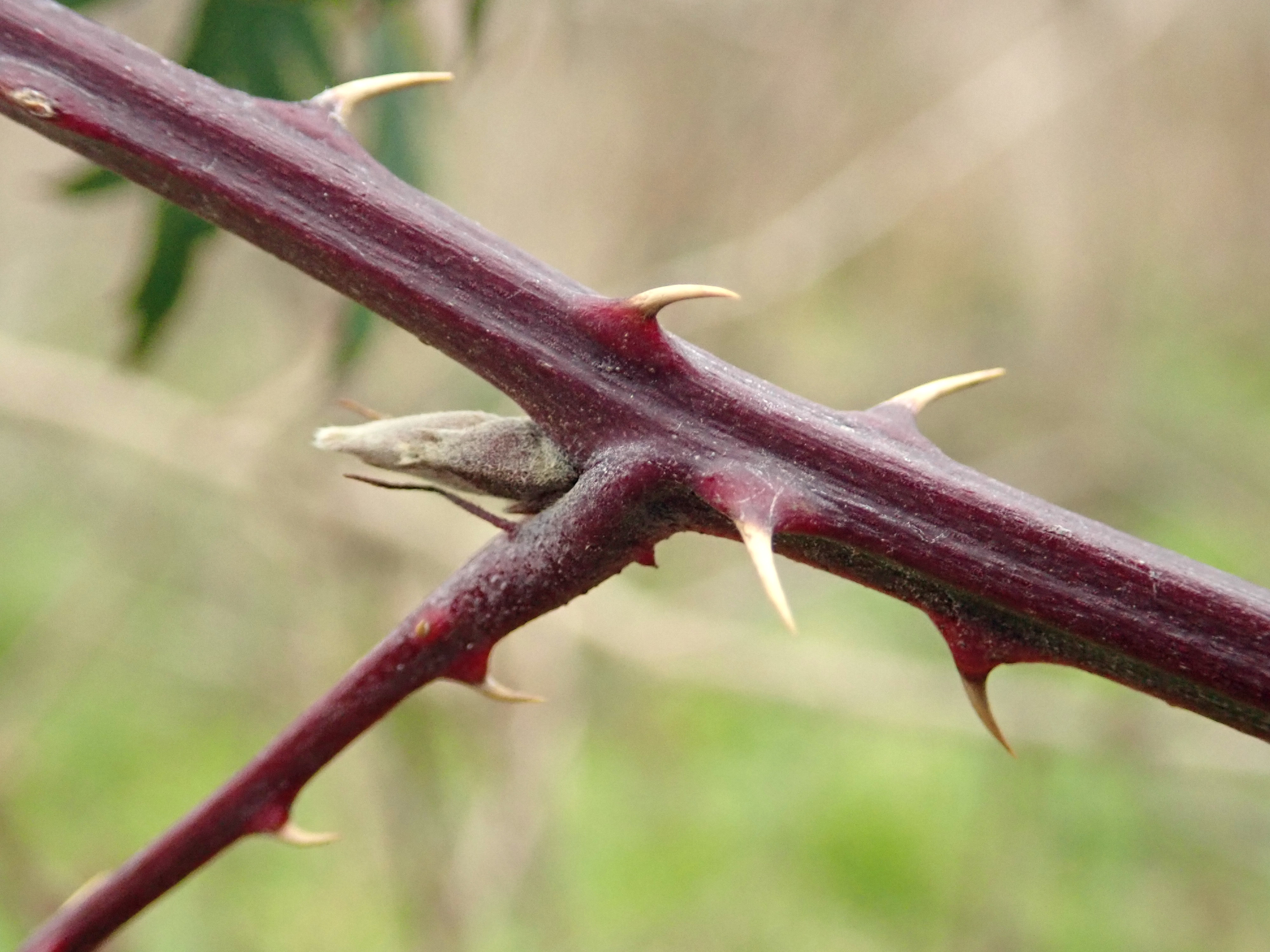
Pęd, kolce i przylistki
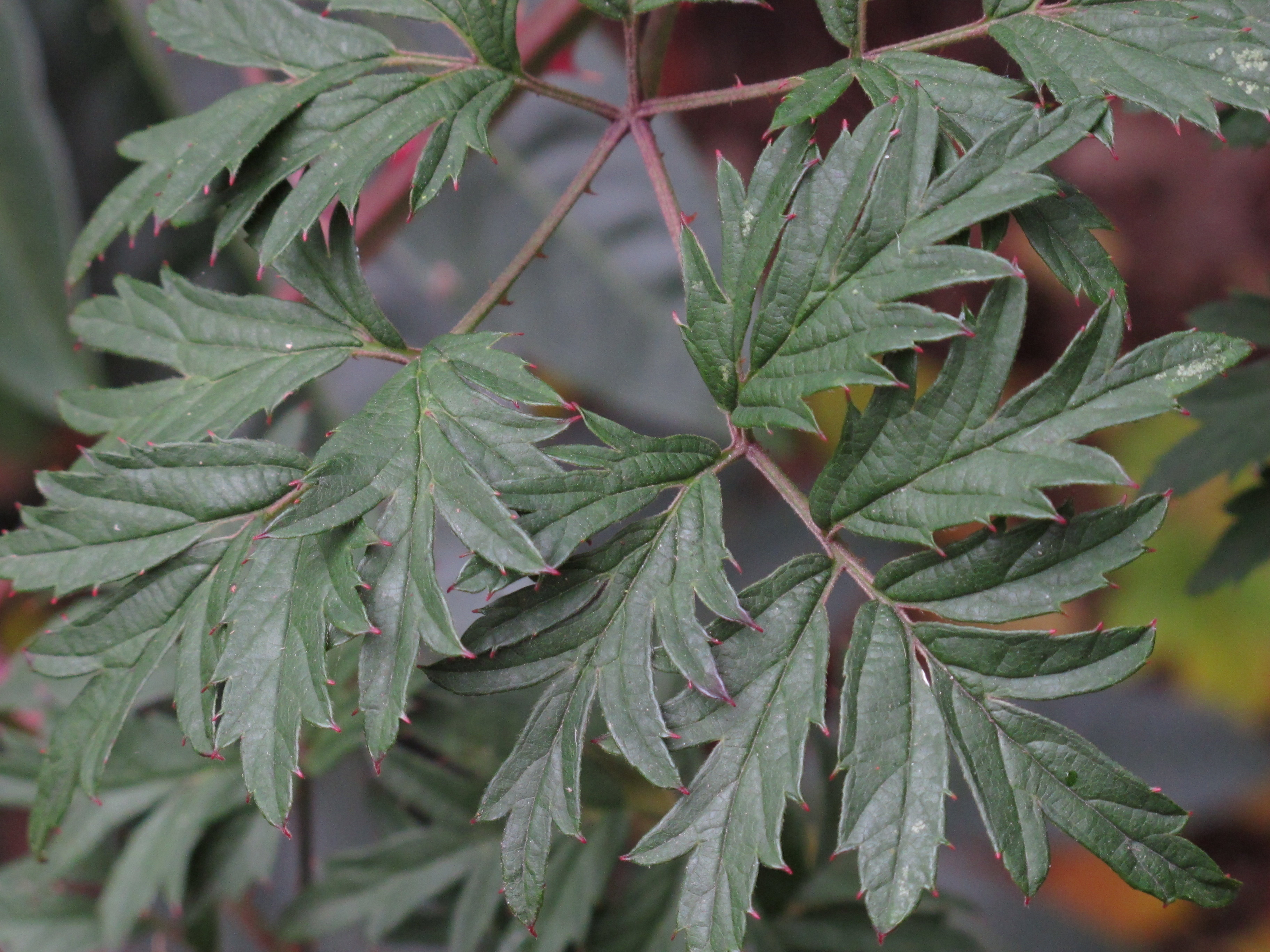
Liść
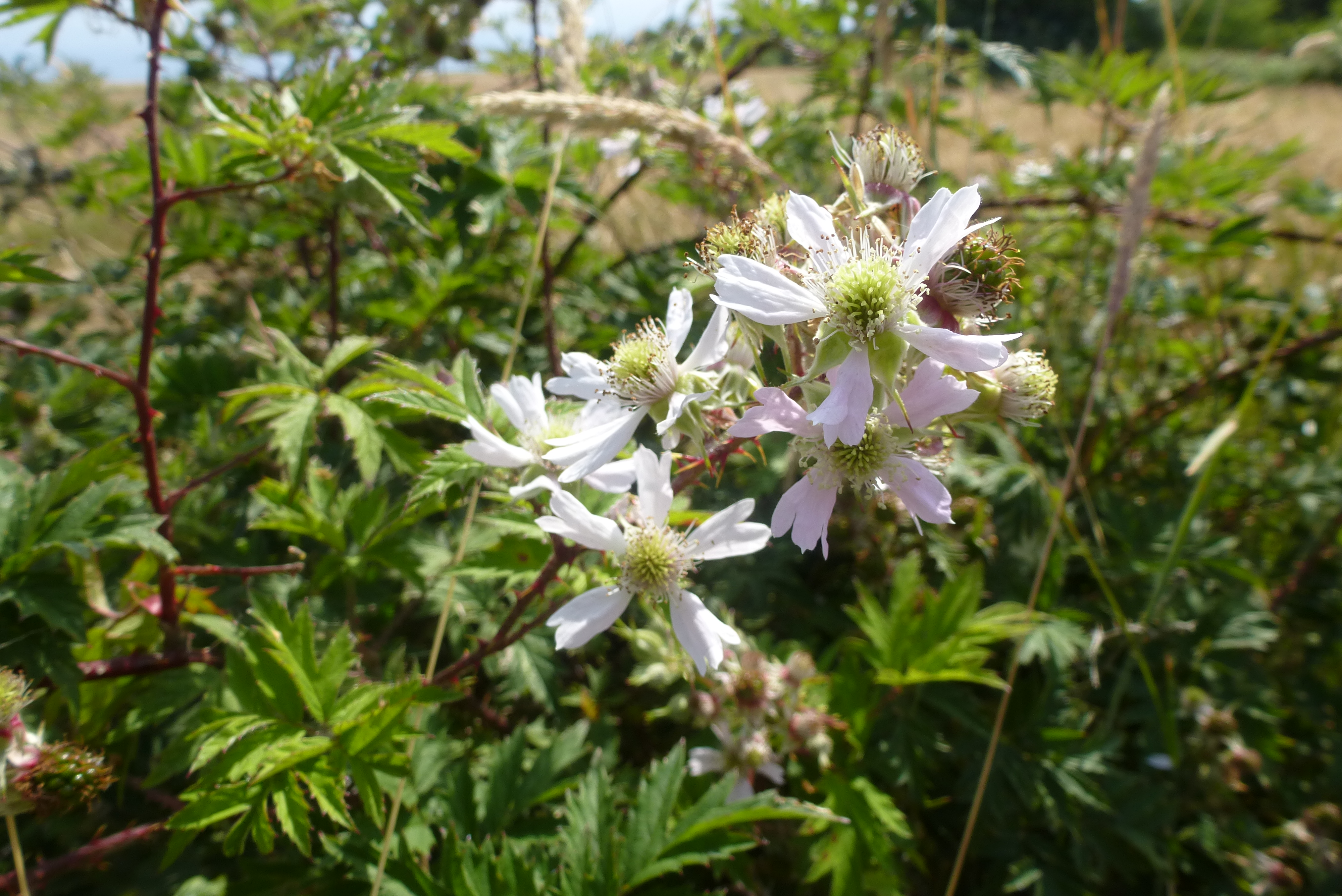
Kwiaty
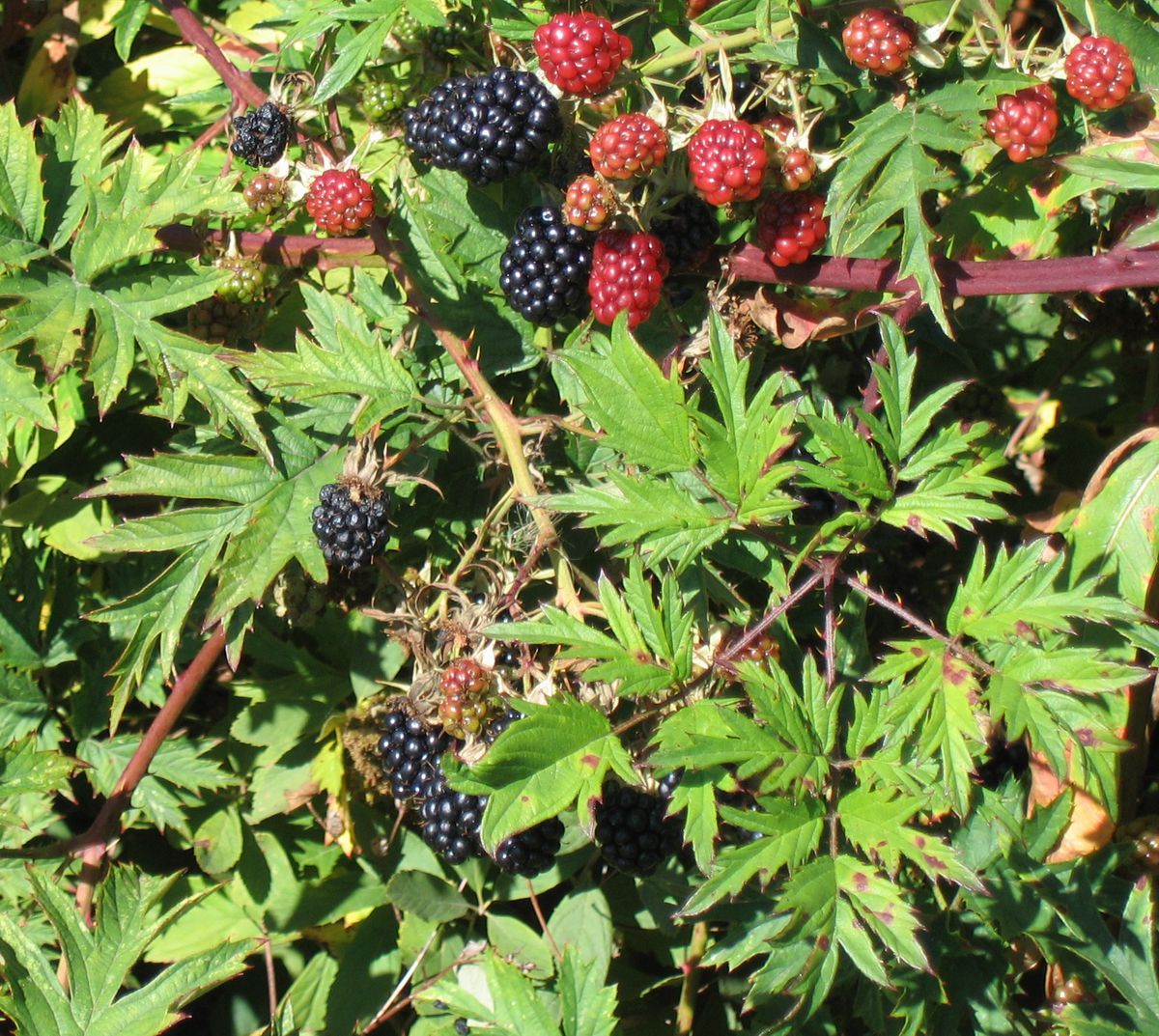
Owoce

## Biologia i ekologia
Nanofanerofit. Kwitnie od lipca (czasem od czerwca) do sierpnia, rzadziej do września lub nawet października. Pędy kwiatostanowe rozwijają się na pędach dwuletnich, które po owocowaniu zwykle zamierają.
Rośnie w lasach liściastych i mieszanych, zwłaszcza na ich obrzeżach lub w widnych drzewostanach, poza tym także na nieużytkach, przydrożach i w miejscach skalistych.
Owoce są chętnie zjadane przez liczne ssaki i ptaki, przyczyniające się do rozsiewania gatunku. Liście i młode pędy są także zjadane przez liczne gatunki zwierząt, w tym także przez owce, mniej chętnie przez bydło. Zarośla tego gatunku stanowią też schronienie dla licznych gatunków zwierząt.

## Systematyka
Status tego taksonu jest niejasny, bywa uznawany za formę jeżyny smukłokolcowej R. nemoralis. Wraz z tym gatunkiem należy w każdym razie do serii Rhamnifolii w obrębie podrodzaju Rubus, sekcji Rubus i podsekcji Rubus.
Tworzy mieszańce z jeżyną dwubarwną Rubus bifrons i Rubus ulmifolius.
W obrębie gatunku nie wyróżniono taksonów wewnątrzgatunkowych, ale znanych jest szereg odmian uprawnych (w tym zwłaszcza z pędami pozbawionymi kolców): 'Austin Thornless', 'Thornless Evergreen', 'Thornless', 'Black Satin', 'Dirksen Thornless', 'Georgia Thornless', 'Darrow', 'Thornfree' i 'Smoothstem'.